# زغبورة مبهمة
زغبورة مبهمة (الاسم العلمي:Stigmella inconspicuella) هي نوع من الحشرات تتبع جنس الزغبورة من فصيلة السليلات.